# Чашу меда јошт нико не попи што је чашом жучи не загрчи
Чашу меда јошт нико не попи што је чашом жучи не загрчи je изрека Петра II Петровића Његоша српског пјесника и мислиоца, владара и владике Црне Горе у спјеву Горски вијенац.

## Поријекло изреке
У поеми Горски вијенац Његош каже:
| „ | Чашу меда јошт нико не попи што је чашом жучи не загрчи, чаша жучи иште чашу меда, смијешане најлакше се пију. | ” |

## Тумачење
Живот чини пријатно и непријатно. Никада није било да је све добро, лијепо и пријатно, мора доћи и оно друго и супротно. Другачије се, већ смијешани, и не могу попити-живјети. Сама чињеница рађања и смрти увјерава у ову Његошеву мисао.